# Lubumbashi
Lubumbashi (v letech 1910 až 1966 Élisabethville) je město v Demokratické republice Kongo. Leží na stejnojmenné řece v jihovýchodní části země a je centrem provincie Katanga. Jižně od města se nachází hranice se sousední Zambií. S více než půldruhým milionem obyvatel je druhým největším městem v zemi. Lubumbashi je centrem těžby a zpracování mědi.

## Klimatické poměry
Lubumbashi má vlhké subtropické podnebí (Köppenova klasifikace podnebí), doba dešťů trvá od prosince do února. Podnební podmínky ale značně ovlivňuje nadmořská výška přes 1 200 m n. m.

## Obyvatelstvo
Místní obyvatelstvo mluví francouzsky a také místním jazykem bemba.

## Historie
Město bylo založeno v roce 1910 a pojmenováno po belgické královně Alžbětě. Důvodem byla potřeba Belgie jako koloniální mocnosti zde těžit měď a vyvážet ji zpět do Evropy.
Vzniklo s organizovanou uliční sítí kde jednotlivé komunikace svírají pravé úhly. Během druhé světové války zde Belgičané v rámci válečných potřeb zvýšili nároky na místní obyvatelstvo, což vedlo k protestní stávce. Roku 1955 zde byla založena univerzita.
V letech 1960—1963 bylo hlavním městem mezinárodně neuznávané republiky Katanga. Roku 2010 došlo ke vzpouře v místní věznici, při níž uteklo přes 900 osob. V lednu 2014 probíhaly ve městě a okolí srážky mezi konžskou armádou a katanžskými separatisty. K násilnostem občas dochází.
Město je také známé tím, že jsou zde obtížné životní podmínky, především z hlediska znečištění a ochrany životního prostředí.

## Doprava a průmysl
Město má letištní i železniční spojení. Hlavní nádraží stojí v samotném středu města. Komunikace směřují přes Lubumbashi na jih dále do Zambie. 
Stojí zde rozsáhlá průmyslová zóna. Významné je město především pro překlad surovin, které se těží v jeho okolí. Tyto se vyvážejí do celého světa. Mimo to je zde zastoupen i textilní průmysl a nachází se zde v DR Kongo známý pivovar Simba.

## Kultura a instituce
Město je sídlem univerzity, nachází se zde zoologická zahrada a zahrada botanická. První uvedená má dlouhou tradici a ač byla za války poničena, došlo k jejímu obnovení ze strany neziskových organizací. Sídlí zde i pobočka Francouzského institutu. Z náboženských budov lze zmínit chrám svatých Petra a Pavla. 